# Anseba
Anseba (tigriňsky ኣንሰባ) je sezónní eritrejská řeka pramenící poblíž Asmary, teče k severozápadu, kde se po 346 km nedaleko hranice se Súdánem vlévá zprava do Barky. Po řece je pojmenována severozápadní eritrejská provincie Anseba.